# Evelyn Harper
Evelyn Harper es un personaje de la serie de televisión Two and a Half Men interpretado por Holland Taylor. Evelyn es la madre de Charlie y Alan Harper y abuela de Jake. Se desempeña como corredora de bienes raíces. Ha estado casada muchas veces (casi todos sus esposos han muerto), pero su primer esposo y padre de los hermanos Harper se llamó Francis Harper, con quien solía realizar orgías y fiestas swinger (por lo que en una ocasión Charlie estuvo a punto de acostarse con quien podría ser su hermana, llamada Gloria). Evelyn también ha tenido relaciones lésbicas por lo que es bisexual. Su promiscuidad tuvo una profunda influencia en Charlie por lo que éste desarrolló diversos trastornos (como un cierto Complejo de Edipo).
- Datos: Q11681734